# Phyllanthus chacoensis
Phyllanthus chacoensis är en emblikaväxtart som beskrevs av Thomas Morong. Phyllanthus chacoensis ingår i släktet Phyllanthus och familjen emblikaväxter. Inga underarter finns listade i Catalogue of Life.